# Maria Puchberger
Maria Puchberger (ur. 15 kwietnia 1910) – austriacka lekkoatletka specjalizująca się w biegach średniodystansowych.
Mistrzyni kraju w biegu na 800 metrów (1932).
Rekordzistka Austrii w biegu na 800 metrów (2:28,8 w 1932).